# Concours de Genève

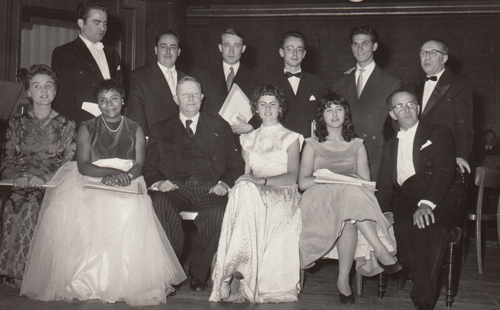
Concours de Genève: die 1957 Ausgezeichneten

Der Concours de Genève (französisch; bis 1999 Concours international d’exécution musicale de Genève, CIEM-Genève genannt) ist ein internationaler Musikwettbewerb, der jedes Jahr in Genf stattfindet.

## Geschichte und Inhalte
Ursprünglich war der Wettbewerb jedes Jahr alternierend dem Klavier oder Gesang gewidmet sowie einem zweiten Instrument (Violine, Bratsche, Violoncello, Querflöte, Oboe, Klarinette, Horn, Trompete, Posaune, Schlaginstrument oder Streichquartett). Seit 2011 ist der Concours de Genève in den ungeraden Jahren jeweils ein internationaler Wettbewerb für Komposition, in den geraden Jahren für Interpretation.
Der Concours de Genève wurde 1939 von Henri Gagnebin und Frédéric Liebstoeckl gegründet. Er wird von der Stadt Genf und von Kanton Genf subventioniert. Er wird von einer Stiftung organisiert, in Partnerschaft mit dem Orchestre de la Suisse Romande, dem Grand Théâtre (Genfer Oper) und dem Conservatoire de musique de Genève. Der Wettbewerb wurde bis 1979 von Frédéric Liebstoeckl geleitet, danach bis 1998 von Franco Fisch, und seitdem ist Didier Schnorhk Generalsekretär.
Der Stiftungsrat setzt sich aus Vertretern des Orchestre de la Suisse Romande, des Grand Théâtre de Genève, des Conservatoire de musique de Genève und des Freundeskreises zusammen.

## Wettbewerbsgewinner (Auswahl)
- 1939: Arturo Benedetti Michelangeli, Klavier
- 1939: André Jaunet, Flöte
- 1939: Fritz Ollendorf, Gesang
- 1939: Maria Stader, Gesang
- 1940: Rudolf am Bach, Klavier
- 1940: Lola Benda, Violine
- 1942: Aurèle Nicolet, Flöte
- 1942: Georg Solti, Klavier
- 1945: Nico Kaufmann, Klavier
- 1946: Friedrich Gulda, Klavier
- 1947: Victoria de los Ángeles, Gesang
- 1947: Jean-Pierre Rampal, Flöte
- 1948: Aurèle Nicolet, Flöte
- 1949: Robert Weisz, Klavier
- 1949: Pierre Pierlot, Oboe
- 1950: Matti Lehtinen, Gesang
- 1950: Nell Rankin, Gesang
- 1951: Mattiwilda Dobbs, Gesang
- 1951: Georges Barboteu, Horn
- 1953: Jacques Klein, Klavier
- 1955: Maurice André, Trompete
- 1957: Martha Argerich, Klavier
- 1958: Maurizio Pollini, Klavier
- 1959: Heinz Holliger, Oboe
- 1963: Maurice André, Trompete
- 1964: Susanna Mildonian, Harfe
- 1964: José van Dam, Gesang
- 1966: Melos Quartett, Streichquartett
- 1968: Nobuko Imai, Bratsche
- 1969: Christian Zacharias, Klavier
- 1982: Peter Sadlo, Schlagzeug
- 1982: Tabea Zimmermann, Bratsche
- 1982: Kalevi Olli, Gesang
- 1984: Grzegorz Nowak, Dirigent
- 1990: Nelson Goerner, Klavier
- 1992: Emmanuel Pahud, Flöte
- 1994: Alan Gilbert, Orchesterleitung
- 1995: Laurent Lefèvre, Fagott
- 1997: Martin Fröst, Klarinette
- 1998: Alexei Ogrintchouk, Oboe
- 2000: Annette Dasch, Gesang
- 2001: Silvia Careddu, Flöte
- 2002: Sergey Koudriakov, Klavier
- 2003: Aiyun Huang, Perkussion
- 2005: Ryszard Groblewski, Viola
- 2006: Henri Bonamy, Klavier
- 2008: István Várdai, Cello
- 2009: Polina Pasztircsák, Gesang
- 2010: Mami Hagiwara, Klavier
- 2011: Armida Quartett und Hermès Quartett, Streichquartette.
- 2011: Artur Akshelyan, Komposition
- 2012: Lorenzo Soulès, Klavier
- 2013: Kwang Ho Cho, Komposition
- 2014: Ji-Yeong Mun, Klavier
- 2015: Shoichi Yabuta, Komposition
- 2016: Vision String Quartet, Streichquartett
- 2017: Jaehyuck Choi, Komposition
- 2018: Dimitri Schischkin, Klavier